# Oskar Klein
Oskar Klein   (Mörby, 15 de setembre de 1894 - Estocolm, 5 de febrer de 1977) fou un físic teòric suec.

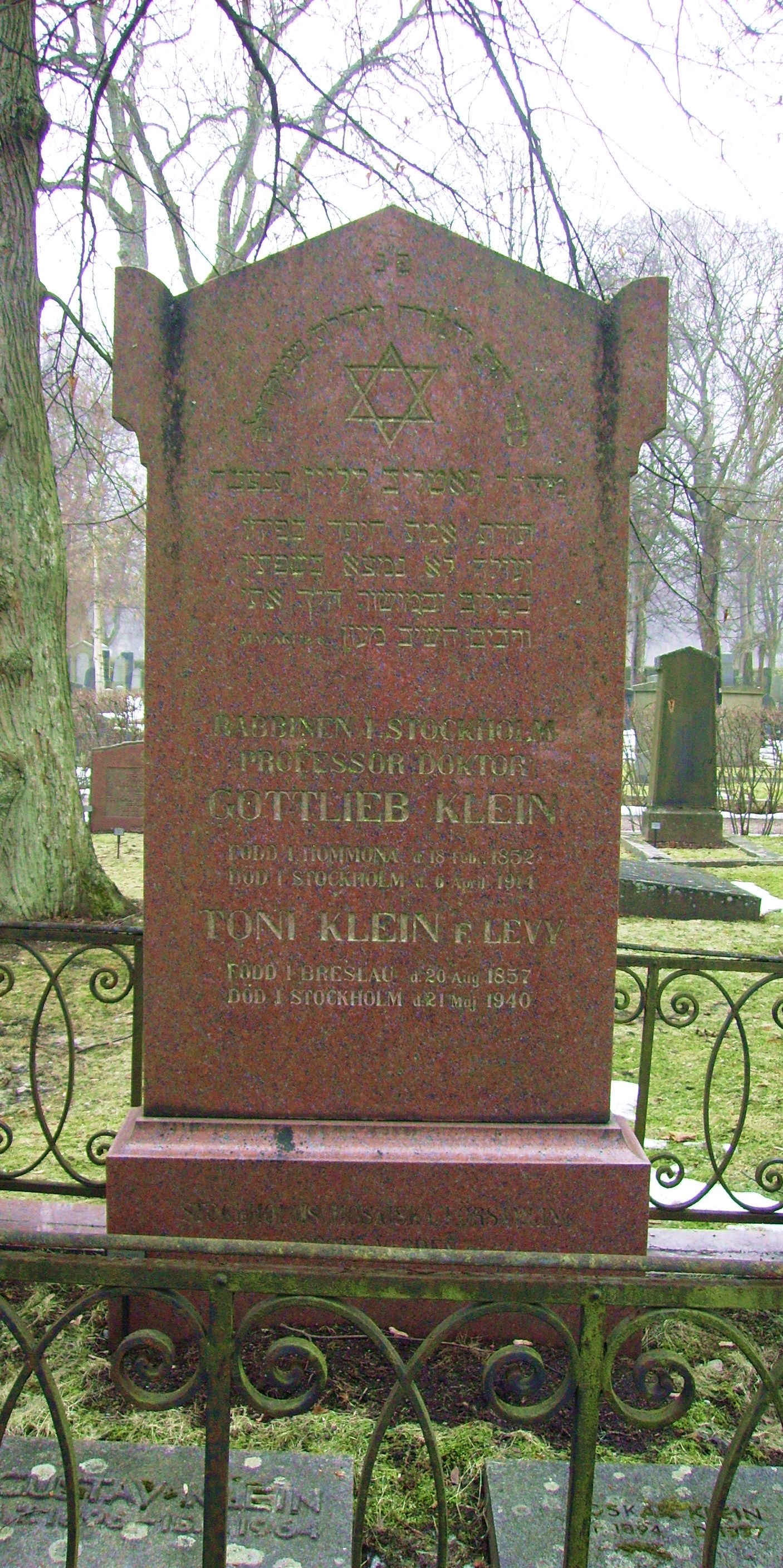
Tomba d'Oskar Klein a Judiska norra begravningsplatsen a Solna (pedra grisa a la dreta).

Klein va néixer a Danderyd, afores d'Estocolm, fill del rabí en cap d'Estocolm, Gottlieb Klein (originari d'Humenné, Eslovàquia) i d'Antonie (Toni) Levy. Fou estudiant de Svante Arrhenius a l'Institut Nobel a una edat jove i anava camí de França per a veure Jean-Baptiste Perrin quan la Primera Guerra Mundial va començar i fou cridat a l'exèrcit.
Des del 1917, va treballar uns quants anys amb Niels Bohr a la Universitat de Copenhaguen i va rebre el seu doctorat al Col·legi Universitari d'Estocolm (ara Universitat d'Estocolm) el 1921. El 1923, va rebre una plaça de professor a la Universitari de Michigan, Ann Arbor on s'hi va traslladar amb la seva muller, Gerda Koch de Dinamarca. Klein va retornar a Copenhaguen el 1925, va passar un temps amb Paul Ehrenfest a Leiden, i va esdevenir docent a la Universitat de Lund el 1926. El 1930 va acceptar la càtedra de físiques al Col·legi Universitari d'Estocolm, ocupada anteriorment per Erik Ivar Fredholm fins a la seva mort el 1927. Klein va rebre la Medalla Max Planck el 1959. Es va retirar com a professor emèrit el 1962.
Klein és reconegut per haver proposat la idea, dins de la teoria de Kaluza–Klein, que dimensions de l'espai extres podien ser físicament reals tot "enrotllades" a escales molt petites, una idea essencial de la teoria M de la teoria de cordes.
El 1938 va proposar un model d'intercanvi de bosó per a les interaccions febles amb canvi de càrrega (desintegració radioactiva), uns quants anys després d'una proposta similar feta per Hideki Yukawa. El seu model era basat en una simetria de gauge local isòtropa i es va anticipar a la teoria exitosa més tardana de Yang-Mills.
La Oskar Klein Lecture, celebrada anualment a la Universitat d'Estocolm, li està dedicada. El Centre Oskar Klein de Física de Cosmopartícules d'Estocolm és també en el seu honor.